# Scusa (Riki)
Scusa è un singolo del cantautore italiano Riki, pubblicato il 19 novembre 2021.

## Descrizione
Il brano, scritto da Riccardo Fabbriconi, in arte Blanco, è prodotto da Massimiliano Dagani, in arte Big Fish.

## Video musicale
Il video musicale, diretto da Giacomo Triglia, è stato pubblicato il 29 novembre 2021 attraverso il canale YouTube del cantautore.

## Tracce
Testi e musiche di Riccardo Fabbriconi e Michele Zocca.
1. Scusa – 2:38